# 파리시족

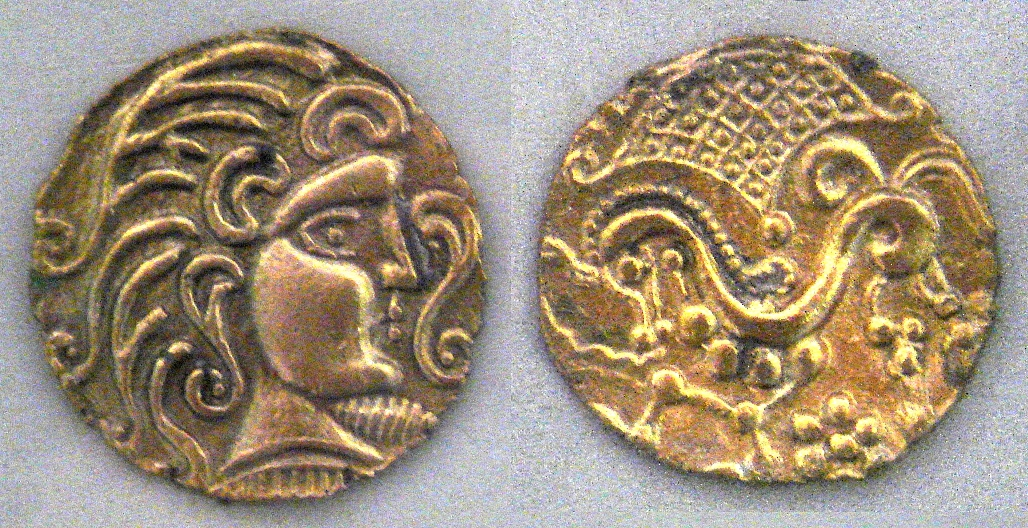
기원전 1세기경의 파리시족의 금화

파리시족(Parisii)은 기원전 3세기 중반경부터 기원전 1세기에 갈리아 중부에 살던 켈트족 중의 하나이다. 오늘날 프랑스 파리시를 중심으로 그 근처 지역에 살고 있었다.
기원전 52년 율리우스 카이사르의 갈리아 전쟁 때, 로마의 베르킨게토릭스가 주도한 갈리아의 총궐기를 기해 파리시족도 로마에 반기를 들었으나, 알레시아 공방전 이후 다른 갈리아 부족들과 마찬가지로 완전히 로마에 항복하였다. 그들의 중심도시를 로마인들은 루테시아 파리시오룸(라틴어: Lutetia Parisiorum)으로 불렀는데, 나중에 로마 속주 갈리아 루그두넨시스의 중요도시로 발전하였고 현대의 프랑스의 수도 파리가 되었다. 물론 도시 '파리'의 이름은 바로 이 '파리시족'의 이름에서 유래하였다.

## 같이 보기
- 갈리아의 부족들
- 갈리아 전쟁